# Walckenaeria chiyokoae
Walckenaeria chiyokoae là một loài nhện trong họ Linyphiidae.
Loài này thuộc chi Walckenaeria. Walckenaeria chiyokoae được Kendo Saito miêu tả năm 1988.